# Antas (Esposende)
Antas es una freguesia portuguesa del concelho de Esposende, con 7,7 km² de superficie y 2.163 habitantes (2001). Su densidad de población es de 310,3 hab/km².